# Joseph Ben-David
Joseph Ben-David (Győr, 19 augustus 1920 - Jeruzalem, 12 januari 1986) was een Hongaars-Israëlitisch wetenschapssocioloog. Hij legde zich vooral toe op het bestuderen van de sociale rol van de wetenschapper en de historische verschuivingen in wetenschappelijke instituten, zoals universiteiten.
Nadat hij in 1941 naar Jeruzalem verhuisde, behaalde hij aan de Hebreeuwse Universiteit van Jeruzalem een master de historische en cultuursociologie in 1950 en een doctoraat in de sociologie in 1955, onder begeleiding van Shmuel Eisenstadt, over de sociologie van beroepen. Tot zijn dood bleef hij daar hoogleraar in de sociologie. Vanaf 1968 was hij ook verbonden met de universiteit van Chicago.
Ben-David was fellow van het Center for Advanced Study in the Behavioral Sciences (1957-1958), werd buitenlands erelid van de American Academy of Arts and Sciences (1971), fellow van de American Association for the Advancement of Science (1980) en was lid van het Institute for Advanced Study (1976).